# Tennistoernooi van Oeiras

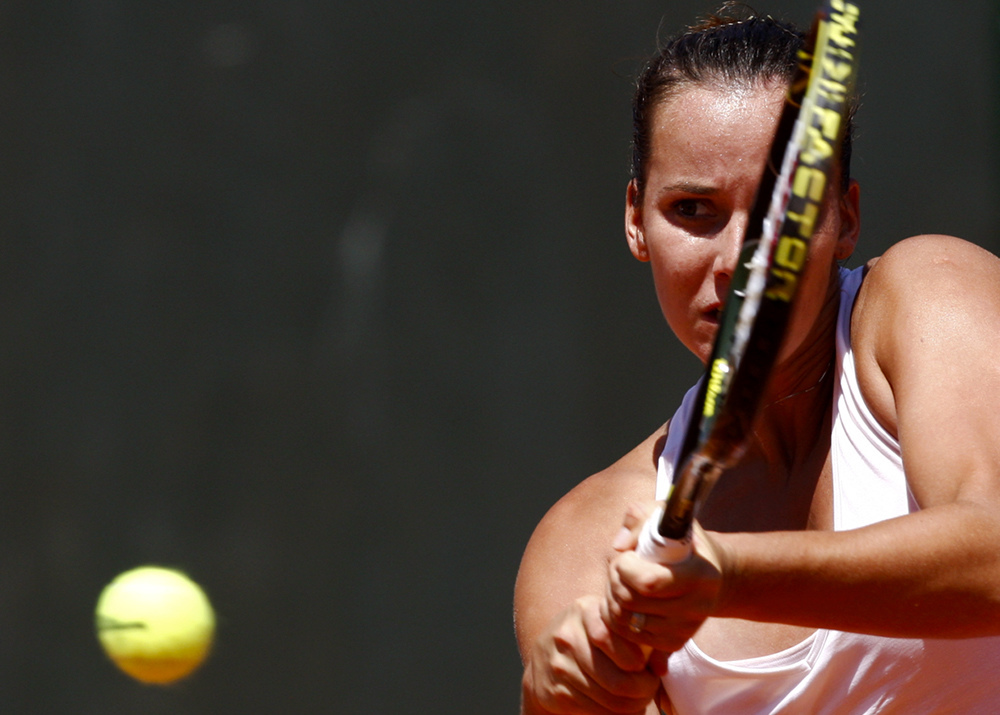
Jarmila Groth op het Estoril Open van 2009

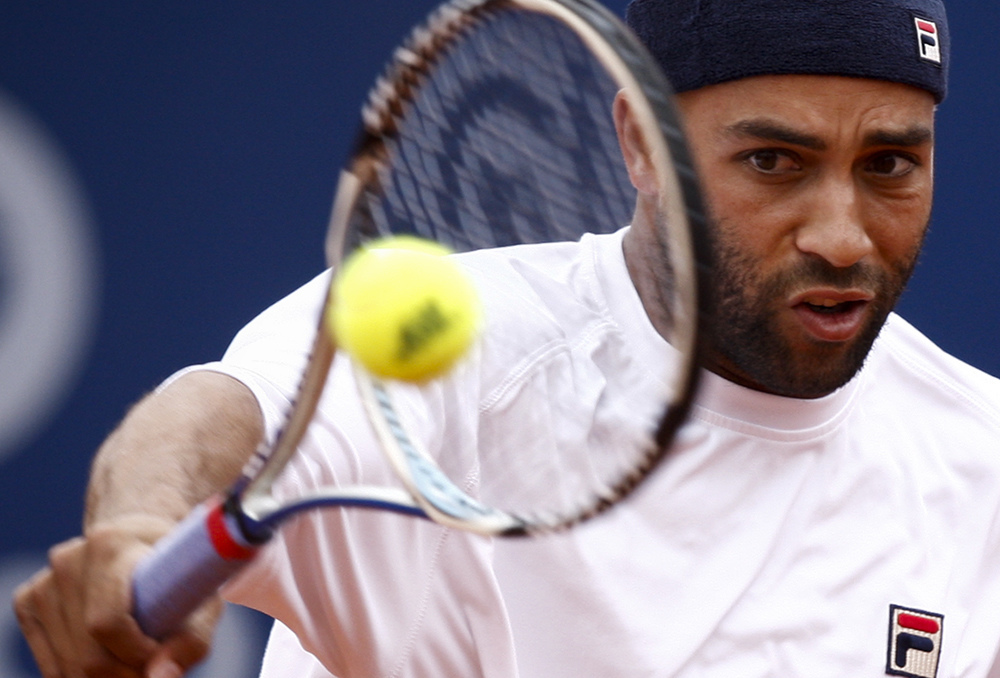
James Blake op het Estoril Open van 2009

Het tennistoernooi van Oeiras was een jaarlijks terugkerend toernooi dat werd gespeeld op de gravel-buitenbanen van het Estádio Nacional in Oeiras, nabij de Portugese plaats Estoril. De officiële naam van het toernooi was in 2013 en 2014 Portugal Open (tot en met 2012: Estoril Open).
Het toernooi werd door ATP en WTA vernoemd naar:
- Lissabon, in 1999 en 2000;
- Estoril, in de overige jaargangen tot en met 2012;
- Oeiras, in 2013 en 2014.

Het toernooi is ondanks deze schijnbare verhuizing nooit daadwerkelijk verplaatst – het vond steeds plaats in het Estádio Nacional in Oeiras.
Het toernooi bestond in de periode 1999–2014 uit twee delen:
- WTA-toernooi van Oeiras, het toernooi voor de vrouwen
- ATP-toernooi van Oeiras, het toernooi voor de mannen

Het WTA-toernooi werd na de 2014-editie niet voortgezet. Het ATP-toernooi verhuisde met ingang van 2015 naar de Clube de Ténis do Estoril in Estoril.